# 水北街
水北街位于山东省济南市莱芜区寨里镇。分为水北东街和水北西街两个行政村，人口约五千。
得名时间：唐贞观年间。
据《嘉靖莱芜县志》记载：水北集，县北六十里，头、秤、十七名。五、十日。民国二十四年《续修莱芜县志》记载：水北在邑之西鄙，亦巨也。镇约千家，据玄武庙碑记载：唐贞观年间王姓建村，因址在赢汶河北岸，曾名水北庄，后村落扩大设有集市，改称水北街。　　
邮编：271121